# Joana Inácia Rebelo

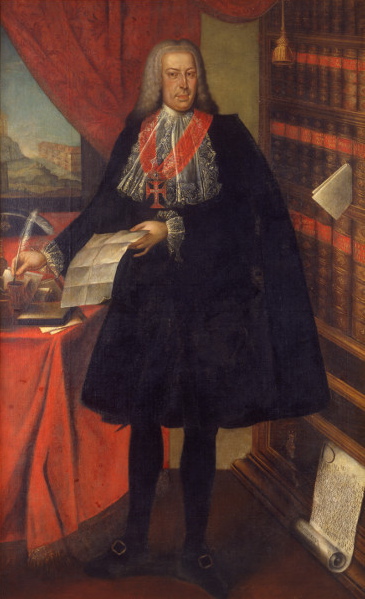
Retrato do Marquês de Pombal, por Joana do Salitre. Museu da Cidade de Lisboa-Palácio Pimenta

Joana Inácia Rebelo (1711 - c.1781) foi a pintora portuguesa mais destacada do século XVIII, conhecida por Joana do Salitre, por residir na Rua do Salitre, em Lisboa. Foi discípula de André Gonçalves e a sua obra mereceu elogios de Cirillo Volkmar Machado. 
Filha de Francisco Monteiro Rebelo e Isabel Maria, naturais, ele de Lisboa, ela do Vilar.  
Irmã de José António Monteiro de Carvalho,   
arquitecto, engenheiro militar, geógrafo, desenhista e cartógrafo português. 
Obras:
É-lhe atribuída a pintura "Alegoria à Aclamação do Rei D. José I" (c. 1750) que se encontra actualmente exposta no Palácio das Necessidades. Onde é visível o maior diamante do mundo, o "Português", a adornar o peito do monarca. Gema actualmente exposta na Gem Gallery do National Museum of Natural History do Smithsonian, em Washington D.C..
O retrato do Marquês de Pombal é uma das suas poucas obras assinadas, sendo a autoria identificada no verso do rolo de papel no canto inferior direito e pela expressão Industrió Joanne … Studió.
No Palácio Marqueses de Pombal, em Oeiras, está uma pintura no tecto da Sala da Concórdia onde estão representados três irmãos: Sebastião José de Carvalho e Melo (político), Paulo António de Carvalho e Mendonça (religioso) e Francisco Xavier de Mendonça Furtado (militar), num abraço infinito e fraterno, com a legenda Concordia Fratrum, uma pintura mural, cheia de símbolos,  atribuída a Joana do Salitre
Na Igreja da Conceição Velha, em Lisboa, encontra-se numa das naves laterais uma pintura de "Nossa Senhora da Pureza", da sua autoria.
Em 2021, foi descoberta uma inscrição( Joanna Ignacia pinxit) na parte posterior de uma tela que representa "Santo Agostinho", trabalho de sua autoria. 